# Ecsenius gravieri
Ecsenius gravieri är en fiskart som först beskrevs av Pellegrin, 1906.  Ecsenius gravieri ingår i släktet Ecsenius och familjen Blenniidae. Inga underarter finns listade i Catalogue of Life.